# Valeria Straneo
Valeria Straneo (Italia, 5 de abril de 1976) es una atleta italiana, especialista en la prueba de maratón, con la que llegó a ser subcampeona mundial en 2013.

## Carrera deportiva
En el Mundial de Moscú 2013 gana la medalla de plata en la maratón, tras la keniana Edna Kiplagat y por delante de la japonesa Kayoko Fukushi que ganó el bronce.